# ジャン・マルジョー
ジャン・マルジョー（Jean Margéot、1916年2月3日 – 2009年7月17日）は、モーリシャスのカトル・ボルヌ出身のローマカトリック教会の司祭、枢機卿。
1938年12月17日に司祭となり、1969年5月4日よりポートルイス教区の司祭に任命され、以後1993年2月15日まで務めた。1988年6月28日にはヨハネ・パウロ2世より枢機卿に任命され、モーリシャス国内において最初の枢機卿となった。